# Flashlight
«Flashlight» es una canción grabada por la cantante y compositora británica Jessie J para la banda sonora de la película Pitch Perfect 2 (2015). La canción fue escrita por Sia Furler, Christian Guzmán, Jason Moore y Sam Smith. La canción se obtuvo originalmente cuando uno pre-ordenaba la banda sonora de Pitch Perfect 2 en los Estados Unidos, comenzando el 23 de abril de 2015; Más tarde estuvo disponible para descargar por sí solo. «Flashlight» fue lanzado en el Reino Unido el 11 de mayo de 2015 tanto en la banda sonora como un sencillo independiente. «Flashlight» tuvo un éxito moderado en Australia, alcanzando el segundo lugar en la lista, y el número siete en Nueva Zelanda.
Hailee Steinfeld interpreta una versión de «Flashlight» titulada "Sweet Life Mix" en la película Pitch Perfect 2. La canción está incluida en la edición especial de la banda sonora de la película, así como en la versión japonesa del EP debut de Steinfeld, Haiz 2015).

## Recepción de la crítica
«Flashlight» recibió críticas generalmente mezcladas. En una crítica menos favorable, Steven J. Horowitz, de Billboard, dio a la canción dos estrellas de cinco, diciendo: "propensos a grabar los huesos divertidos-cantando en sus sencillos más optimistas, Jessie J marca su fuerza vocal en la tibia «Flashlight», fuera de la banda sonora de Pitch Perfect 2. La entrega más sutil sería bienvenida si la pista no fuera tan pintada por números, que juega como una pantomima de una balada de Sia, pero sin el borde emotivo".

## Rendimiento comercial
La canción debutó en el Billboard Hot 100 el 28 de mayo de 2015, en el número 68. [6] La canción debutó en el UK Singles Chart el 24 de mayo de 2015, en el número 62 y finalmente logrando el número 13. La canción debutó en el ARIA Single Charts el 18 de mayo de 2015, en el número 15 y alcanzó el número 2 el 8 de junio de 2015. También alcanzó el número uno en Indonesia.

## Vídeo musical
El vídeo musical (dirigido por Hannah Lux Davis) fue lanzado el 23 de abril de 2015 en YouTube. En el vídeo, Jessie J se dirige a la Universidad de Barden (el campus de la UCLA) donde realiza la balada mientras mira a los estudiantes pasar sus días mientras caminan por el campus, mientras que se muestran escenas de Pitch Perfect 2.

## Posicionamiento en listas

### Semanales
| Alemania       | Official German Charts   | 38 |
| Australia      | Australian Singles Chart | 2  |
| Austria        | Ö3 Austria Top 40        | 37 |
| Bélgica (Fl)   | Ultratip                 | 8  |
| Bélgica (W)    | Ultratip                 | 34 |
| Canadá         | Canadian Hot 100         | 57 |
| Escocia        | Scottish Singles Chart   | 9  |
| Estados Unidos | Billboard Hot 100        | 61 |
| Filipinas      | PARI                     | 1  |
| Francia        | French Singles Chart     | 86 |
| Indonesia      | CreativeDisc Top 50      | 1  |
| Irlanda        | Irish Singles Chart      | 31 |
| Italia         | FIMI                     | 89 |
| Malasia        | RIM                      | 1  |
| Noruega        | VG-lista                 | 29 |
| Nueva Zelanda  | NZ Top 40 Singles Chart  | 7  |
| Países Bajos   | Single Top 100           | 55 |
| Reino Unido    | UK Singles Chart         | 13 |
| Suecia         | Swedish Singles Chart    | 54 |
| Suiza          | Schweizer Hitparade      | 28 |

### Anuales
| País      | Lista (2015)         | Posición |
| --------- | -------------------- | -------- |
| Australia | ARIA Top 100 Singles | 40       |

### Certificaciones
| País          | Organismo certificador | Certificación | Ventas certificadas | Ref.   |
| ------------- | ---------------------- | ------------- | ------------------- | ------ |
| Australia     | ARIA                   | Platino       | 70 000              | [ 27 ] |
| Dinamarca     | IFPI — Dinamarca       | Oro           | 15 000              | [ 28 ] |
| Italia        | FIMI                   | Oro           | 25 000              | [ 29 ] |
| Nueva Zelanda | RIANZ                  | Oro           | 7500                | [ 30 ] |
| Reino Unido   | BPI                    | Plata         | 200 000             | [ 31 ] |